# Televisione digitale

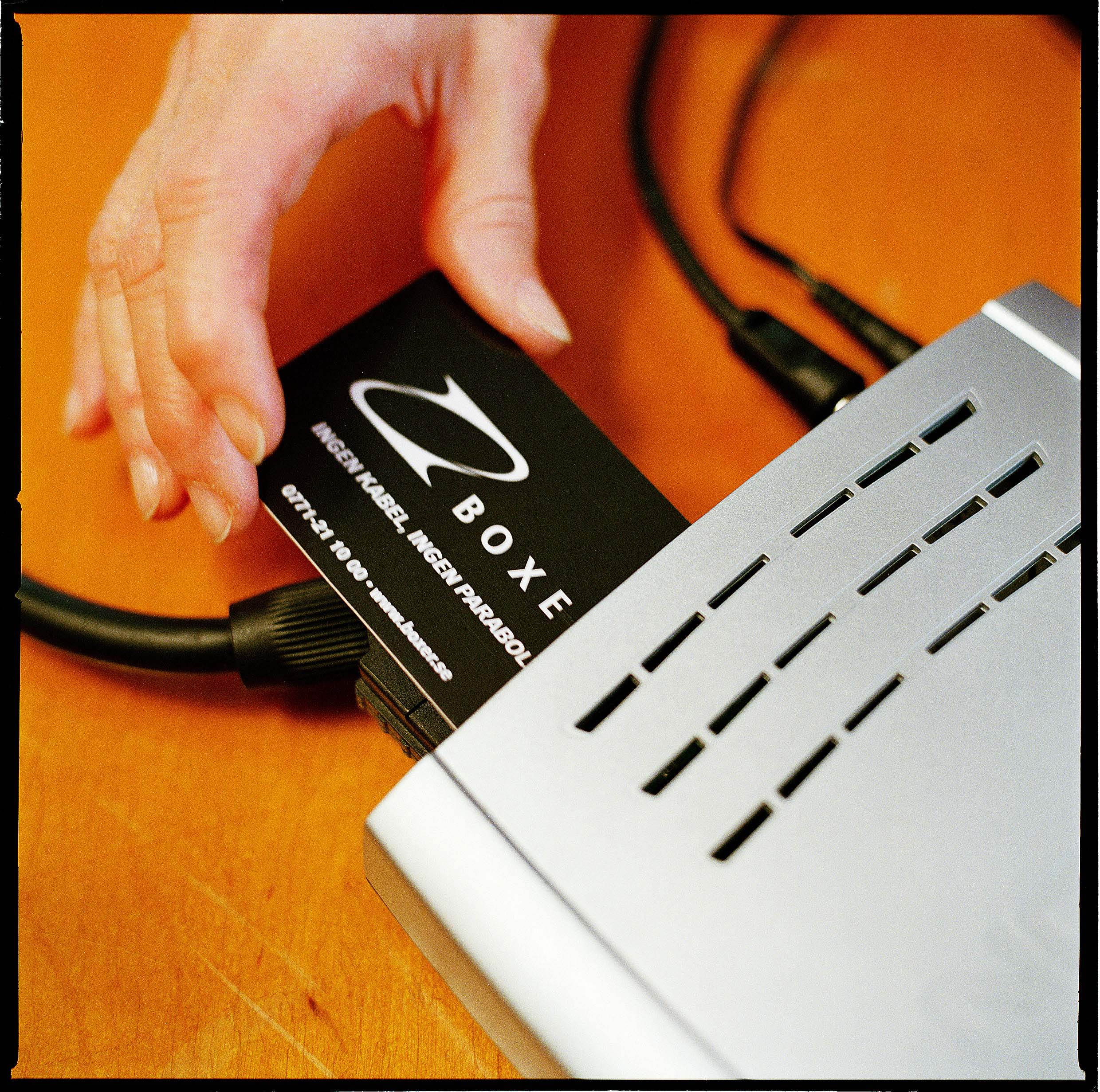
Box della TV digitale

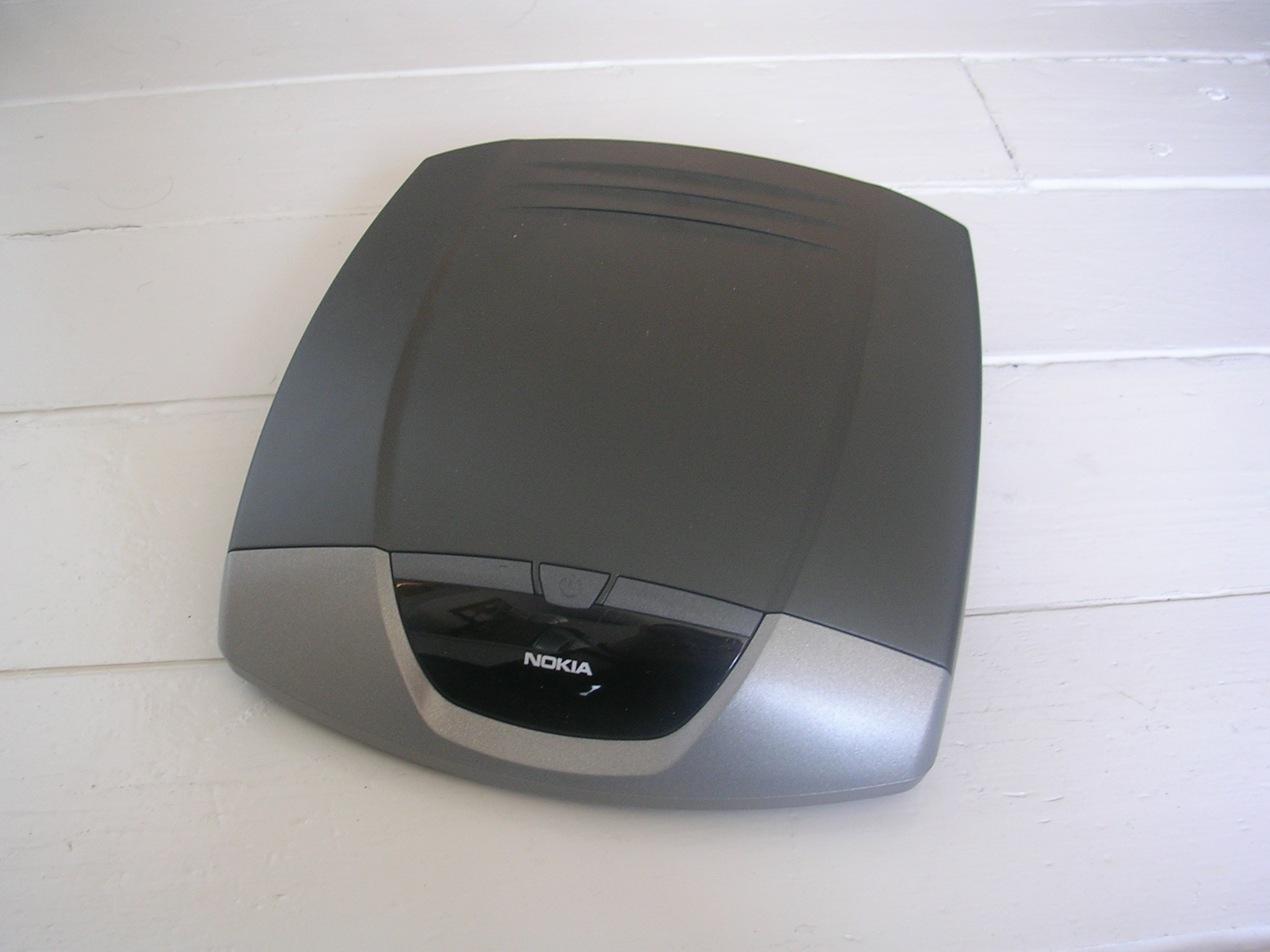
Box della TV digitale

La televisione digitale (abbreviata TV digitale o DTV dall'inglese digital television) detta anche televisione numerica è la televisione rappresentata in forma digitale ovvero che fa uso di tecniche di trasmissione digitale per la trasmissione dei relativi segnali informativi audio, video e dati da parte delle emittenti televisive. Da un punto di vista tecnico, infatti, la televisione è un'informazione elettronica che come tale può essere rappresentata in due forme diverse: analogico o digitale. In definitiva dunque la televisione digitale si contrappone alla televisione analogica unicamente perché quest'ultima utilizza l'altra forma di rappresentazione dell'informazione elettronica: la rappresentazione analogica.

## Storia
Dopo la nascita della televisione, nel 1941 iniziò a diffondersi la rappresentazione digitale dell'informazione elettronica con la realizzazione dell'Atanasoff–Berry Computer, il primo computer elettronico della storia, ma la potenza di calcolo necessaria per una televisione digitale iniziò la diffusione di massa solo verso la fine del XX secolo, iniziando ad avere una certa rilevanza nei vari Stati del mondo nella seconda metà degli anni 1990, con la diffusione degli standard ATSC.

## Descrizione

### Tipologie
Le tipologie di televisione digitale sono:
- televisione digitale terrestre
- televisione digitale via cavo
- televisione digitale satellitare
- televisione mobile
- IPTV
- Web TV
- P2P TV

Ciascuna tipologia presenta peculiari caratteristiche tecniche contraddistinguenti:
- La televisione digitale terrestre (DTT) è analoga per prestazioni e qualità alla televisione digitale satellitare. Questa tecnologia permette però un più facile accesso da parte di tutti gli utenti in quanto non richiede l'installazione di un'antenna parabolica ma utilizza le strutture preesistenti create per la televisione analogica terrestre con lo scopo di trasmettere e ricevere i segnali. In questo modo l'utente deve solo dotarsi dell'apposito decoder senza dover in genere intervenire sull'impianto d'antenna già in possesso.
- La televisione digitale via cavo è una tecnologia di trasmissione televisiva basata su cavo coassiale o su fibra ottica[1] anziché sulle antenne. Con questa tecnologia è necessario che l'utente finale sia connesso direttamente tramite un cavo all'emittente con conseguente aumento dei costi per l'emittente stessa che deve raggiungere singolarmente ogni utente ma con grandi vantaggi dell'utente finale che può usufruire dei grandi vantaggi della trasmissione digitale non ultima anche la possibilità di contemporaneo accesso ad Internet a banda larga.
- La televisione digitale satellitare (Sat TV) è una tecnologia in cui l'emittente invia i dati video ad un satellite posto in orbita geostazionaria il quale ritrasmette il segnale ad un'area (footprint) molto vasta comprendente parecchie nazioni. Per ricevere queste trasmissioni l'utente finale deve dotarsi di un'apposita antenna parabolica che raccoglie e amplifica il debole segnale proveniente dal satellite posto a 36000 km di quota e lo invia al decoder collegato a sua volta al televisore.
- La televisione mobile è una tecnologia di recente introduzione destinata a dispositivi palmari. Essa è offerta assieme ai servizi di telefonia mobile (almeno in Italia) ed utilizza i segnali delle reti telefoniche od eventualmente reti di telecomunicazioni radio. L'utente, per poter usufruire di tale tecnologia deve possedere un modello di cellulare che supporti gli standard trasmissivi ed abbonarsi al servizio a pagamento.
- L'IPTV è una tecnologia ancora poco diffusa in Italia che, tramite gli standard della suite di protocolli Internet (da cui il nome Internet Protocol TeleVision), sfrutta le connessioni Internet a banda larga (per ora in Italia ADSL e fibra ottica) per consentire all'utente finale di ricevere contenuti multimediali direttamente sulla TV di casa (tramite apposito decoder) o sul computer, con una qualità variabile da quella della televisione analogica a quella della televisione digitale a seconda della capacità della linea di trasmissione usata per connettersi a Internet.
- La P2PTV è una tecnologia simile alla IPTV sotto diversi aspetti. La differenza principale è che i protocolli trasmissivi usati sono quelli delle reti peer-to-peer. In diversi casi tale sistema non presenta una garanzia sulla qualità di servizio in quanto la trasmissione è distribuita in parte consistente dai singoli utenti che possono non avere un impianto sufficiente alla ricezione-trasmissione.

### Classificazioni
Nel dicembre del 2007 all'interno di un convegno organizzato dall'Osservatorio New TV della School of Management del Politecnico di Milano è stata introdotta un'interessante classificazione che divide in tre categorie le piattaforme digitali esistenti:
- Sofa TV, che comprende le televisioni che fruite tipicamente tramite il tradizionale televisore dotato di un decoder. Questa categoria comprende Sat Tv, DTT e IPTV;
- Desktop TV, che include tutti i canali fruibili su PC tramite Web: Web TV, P2P TV;
- Hand TV, che include i canali Tv fruibili tramite cellulari, smartphone, palmari e tivufonini grazie alle reti DVB-H, 2G, 3G.[2]

### Approfondimento
La rappresentazione analogica dell'informazione elettronica è propria dell'elettronica analogica, mentre la rappresentazione digitale dell'informazione elettronica è propria dell'elettronica digitale.
Nell'affrontare le differenze tra rappresentazione analogica e rappresentazione digitale dell'informazione elettronica è importante sfatare subito un mito. A livello mediatico la rappresentazione digitale dell'informazione elettronica è presentata come sinonimo di maggiore qualità rispetto alla rappresentazione analogica e tale idea si è ormai diffusamente affermata. Ciò è assolutamente falso: la qualità della rappresentazione in forma elettronica di un'informazione non dipende dal tipo di rappresentazione utilizzata.
Nella rappresentazione analogica, l'informazione elettronica varia con analogia all'informazione che si vuole rappresentare in tale forma. Ciò significa che l'informazione elettronica varia con continuità e può assumere un numero anche molto alto di valori. Nella rappresentazione digitale dell'informazione elettronica invece l'informazione che si vuole rappresentare in tale forma viene codificata in una sequenza di numeri binari. Ciò significa che l'informazione elettronica varia in modo discreto e può assumere solo due valori.
Due valori possibili per l'informazione elettronica rappresentano il numero minimo di variazioni per poter rappresentare un'informazione (se l'informazione elettronica infatti potesse assumere solo un valore non sarebbe più in grado di rappresentare alcuna informazione). L'uso di due valori possibili per l'informazione elettronica comporta anche lo sfruttamento della struttura dati più semplice da trattare (trasportare ed elaborare), tanto da permettere la copia e la trasmissione in un sistema di telecomunicazioni, teoricamente senza produrre errori.
L'informazione elettronica analogica, variando in modo continuo e potendo assumere un numero anche molto alto di valori, è invece estremamente più difficile da trattare. Questo fa sì che, anche con le apparecchiature più complesse, non è possibile copiarla o trasmetterla in un sistema di telecomunicazioni, senza un minimo degrado. Per contro l'informazione elettronica digitale, essendo un'informazione codificata, è sottoposta a processi di codifica e decodifica, quindi necessita di una potenza di calcolo adeguata. Più l'informazione da rappresentare in forma elettronica è complessa, maggiore è la potenza di calcolo necessaria.

### Vantaggi rispetto ad analogico
I vantaggi della rappresentazione digitale dell'informazione elettronica rispetto alla rappresentazione analogica sono i seguenti:
- è possibile ottenere una copia identica dell'informazione elettronica, anche se si tratta di una copia della copia;
- è possibile trasmettere senza errori l'informazione elettronica in un sistema di telecomunicazioni;
- possibilità illimitate di manipolazione dell'informazione elettronica.

Questi vantaggi hanno fatto diventare la rappresentazione digitale dell'informazione elettronica la scelta privilegiata, ed essendo la rappresentazione digitale dell'informazione elettronica più recente della rappresentazione analogica è in atto un progressivo passaggio dalla rappresentazione analogica a quella.
I vantaggi della televisione digitale rispetto alla quella analogica, perlopiù derivanti dalla natura della forma di rappresentazione dell'informazione, sono invece i seguenti:
- qualità della trasmissione: il segnale digitale ha la caratteristica di essere molto più "pulito" di quello analogico, grazie alla complessa tecnologia di soppressione del rumore e dei disturbi; questo fa sì che le immagini ricevute in digitale siano del tutto prive di "bande", "effetto neve", nebbia, colori sbagliati e quant'altro. Con la TV digitale, l'immagine o si vede o non si vede, non ci sono vie di mezzo; al massimo, in casi estremi di scarsa potenza del segnale ricevuto, si possono vedere immagini "a quadrettoni", perché i dati non vengono ricevuti bene, ma si tratta in genere di situazioni temporanee;
- prestazioni: la trasmissione video digitale fornisce la possibilità di trasmettere una maggior quantità di dati all'interno di ogni singola trasmissione. L'utilizzo del digitale permette infatti di ricevere sulla TV di casa, oltre alle immagini, anche sottotitoli (anche in diverse lingue, come ad esempio in inglese e in italiano), audio multicanale per impianti home theatre, nonché testi informativi riguardanti i programmi (ad esempio ulteriori informazioni sul programma in onda, o su quelli che andranno in onda successivamente) tramite la EPG, Electronic Programming Guide, ossia Guida Elettronica alla Programmazione. A tutto questo si aggiunge, in taluni casi, l'interattività (vedi anche Multimedia Home Platform), che permette di personalizzare quanto ricevuto sul teleschermo: collegando il ricevitore (detto anche decoder) alla presa telefonica, è possibile inviare all'emittente segnali di ritorno, sulla base dei quali l'emittente cambia le immagini ricevute. Grazie a questo meccanismo, è possibile acquistare eventi come film in prima visione o partite di calcio, oppure collegarsi alla propria banca e visualizzare sulla televisione il proprio conto, o ancora effettuare votazioni e sondaggi in diretta; eccezion fatta per il pagamento on-line, queste possibilità (operazioni bancarie, votazioni, sondaggi) sono ancora in fase sperimentale e probabilmente verranno attivate in via definitiva sul digitale terrestre in un prossimo futuro.

### Linee di sviluppo della TV digitale in Italia
Lo sviluppo della televisione digitale in Italia è strettamente legato all'iter del disegno di legge presentato dal ministro Paolo Gentiloni. Una particolare disamina della visione del ministro della situazione che si verrà a creare a regime di transizione completato (2012) è data in una intervista al settimanale "Il Mondo". e prevede:
- televisione digitale terrestre con previsti 60 canali nazionali gratuiti;
- televisione digitale satellitare con centinaia di canali prevedibilmente per 3/4 a pagamento e per un quarto gratuita;
- IPTV (televisione con protocollo IP su linea ADSL o fibra ottica) a pagamento con sviluppo della TV on demand.

Inoltre si sta ulteriormente sviluppando ed articolando il primo progetto italiano sulla televisione digitale a piattaforma aperta e multicast denominato TW opera di Mario Cardarelli, economista e strategist advisor (Roma) e di Vito Asta ingegnere e professore universitario (Parigi). Il progetto elaborato nell'ottobre del 2000 e sviluppatosi nel 2003 con la partnership di AX digital Sistem di Vito Asta per la piattaforma MAXX in ambiente LINUX (piattaforma divenuta nel 2006 TW-NET) e di Technosystem di Cesare Rosa, costruttore internazionale di impianti digitali terrestri (DTT), attualmente integra i tre vettori della televisione digitale (fibre ottiche, digitale terrestre e satellite).